# 王一飞
王一飞（1898年11月17日—1928年1月18日），男，浙江上虞人，中国共产党早期党员，曾任中共湖南省委书记等职务，也是中共中央军委的提议建立者。

## 生平

### 早期活动
王一飞1910年高小毕业后，考取绍兴山阴会稽初级师范学堂，受过鲁迅的直接教育。1913年毕业回乡后，担任小学教员。五四运动后，王一飞受到新思潮的影响，于1920年辞去教职，经陈独秀介绍，进入上海共产主义小组创办的外国语学社学习:5-7。同年11月，由俞秀松介绍加入中国社会主义青年团。1921年，受上海共产党小组派遣，与刘少奇、任弼时、萧劲光等赴莫斯科东方劳动者共产主义大学学习。1922年春，经中共驻共产国际代表团批准，王一飞转为中国共产党党员，并担任中国社会主义青年团旅莫斯科支部负责人。1924年6月，参加在莫斯科召开的青年共产国际（少共国际）第四次代表大会:19。同年7月，以中共列席代表的身份参加了在莫斯科举行的共产国际第五次代表大会。

### 参加国民革命
1925年2月，王一飞与聂荣臻等30余名东方大学学生转到苏联红军伏龙芝军事学院中国班学习军事:21。同年夏，共产国际决定王一飞等中国班全体学员回国参加革命。回到上海后，鉴于中共从事军队工作的党员日趋增多，王一飞向总书记陈独秀建议成立中央军事委员会，得到采纳。之后，中共中央指派王一飞、颜昌颐等人参与筹建中央军委，王一飞同时代理中共上海区委书记。1926年2月，中共中央特别会议在北京召开，会议决定建立中央军委加强军事工作。随后，中共中央军事部在上海建立，由张国焘、王一飞、任弼时组成，由张国焘兼任部长:22-28。
1926年9月，王一飞受中共中央委派，以中共中央军事特派员的身份赴江西前线视察，反馈北伐战争战况，就北伐军继续进军的战略提出建议。1927年初，周恩来建议王一飞参加上海工人第三次武装起义军事准备工作，担任起义南市区总指挥。四一二政变后，王一飞协助周恩来主持军事工作。7月下旬，中共中央军事部部长周恩来前往南昌领导武装起义，军事部由王一飞负责。王一飞被任命为中共中央军委秘书长，参加八七会议。后被派往鄂北指导秋收暴动的准备工作:42-48。

### 被捕遇难
1927年10月，中共中央派罗亦农、王一飞赴长沙，改组中共湖南省委，同时任命王一飞为中共湖南省委书记。12月10日，中共发动长沙灰日暴动，王一飞担任总指挥，但最终失败。之后，国民政府在长沙对共产党员展开搜捕。1928年1月，由于叛徒告密，王一飞等省委领导成员在开会时被捕。1月18日，王一飞被处决于长沙教育会坪。

## 作品
王一飞生前翻译了多种马克思列宁主义著作，还翻译出版了《共产国际党纲草案》、苏联郭范仑科的《新社会观》、《马克思主义的历史研究观》和季诺维也夫的《俄国共产党历史》等书。